# Cmentarz ewangelicko-augsburski na Tarchominie
Cmentarz ewangelicki na Tarchominie lub cmentarz ewangelicko-augsburski na Tarchominie – ewangelicki cmentarz położony na osiedlu Tarchomin w warszawskiej dzielnicy Białołęka. Nekropolia stanowi część cmentarza na Tarchominie.

## Historia
Cmentarz służył jako miejsce spoczynku dla ewangelickich osadników ze Świdrów. Na terenie cmentarza znajdował się między innymi drewniany zbór. 
W 1943 koloniści zostali przesiedleni dekretem niemieckich władz okupacyjnych do Wielkopolski, zaś w 1945 o teren dotychczasowego cmentarza luterańskiego został poszerzony katolicki cmentarz parafialny na Tarchominie. Po dawnym cmentarzu zachowało się kilka nagrobków z inskrypcjami w języku niemieckim.